# Qarqur
Qarqur (tiếng Ả Rập: قرقور, cũng đánh vần Qarqar hoặc Karkour) là một ngôi làng ở miền bắc Syria, một phần hành chính của Tỉnh Hama, nằm ở phía tây bắc của Hama. Nó nằm ở đồng bằng al-Ghab, trên bờ phía đông của sông Orontes. Các địa phương lân cận bao gồm Jisr al-Shughur 6 km về phía bắc, Farikah về phía đông bắc, Qastun về phía đông nam, al-Ziyarah 7 km về phía nam, Sirmaniyah ở phía tây nam và al-Najiyah ở phía tây bắc. Theo Cục Thống kê Trung ương Syria, Qarqur có dân số 2.357 trong cuộc điều tra dân số năm 2004, khiến nó trở thành địa phương lớn nhất trong tiểu khu al-Ziyarah (nahiyah).
Qarqur nằm cách địa điểm khảo cổ Tell Qarqur một km về phía tây, cũng nằm trên bờ phía đông của sông Orontes.

## Lịch sử
Qarqur, hoặc gần đó tell ("gò nhân tạo"), được xác định với Aramean thị trấn Qarqara mà bị bắt trong trận chiến bởi Assyria hoàng đế Shalmaneser III trong 853 TCN. Thị trấn sau đó đã bị hoàng đế Assyrian Sargon II đốt cháy vào năm 720 trước Công nguyên. Những phát hiện khảo cổ từ các cuộc khai quật năm 1993 cho thấy Tell Qarqur đã được định cư từ thời kỳ đồ đồng sớm qua thời đại đồ sắt với những khoảng trống không có sự định cư ở giữa.
Nói với Qarqur tiếp tục có người ở qua thời kỳ Byzantine (cuối thế kỷ thứ 4 đến thứ 6 sau Công nguyên), thời kỳ Hồi giáo đầu (thế kỷ thứ 7-11), thời kỳ Thập tự chinh (thế kỷ 12), cho đến thời Ayyubid (thế kỷ 12, 13) Tiền xu từ thời thập tự chinh và Ả Rập và Hồi giáo đã được phát hiện trên trang web, cũng như một số mảnh gốm Mamluk -era. Sự cai trị của người Hồi giáo tiếp tục trong khu định cư hiện đại của Qarqur ở bờ phía đông của Orontes.

### Kỷ nguyên hiện đại
Năm 1953, chính phủ Syria đã bắt đầu cái gọi là "Dự án Ghab" để rút nước của đồng bằng al-Ghab để phân phối đủ nước từ sông Orontes đến các cộng đồng khác nhau trong khu vực. Trong số các công trình cơ sở hạ tầng có trong dự án, là việc xây dựng một con đập tại Qarqur trong khoảng thời gian 1963-1965. Đập Qarqur chặn Orontes ở một bên, trong khi nó cung cấp nước cho phía bên kia khi cần thiết. Tuy nhiên, nó thiếu một lưu vực nhân tạo.
Khi đập Zeyzoun gần đó sụp đổ, lũ lụt hàng loạt dẫn đến hàng trăm ngôi nhà bị hư hại và phá hủy ở Qarqur, al-Ziyarah, Zaizoun và Qastun.